# Antonio Ponce

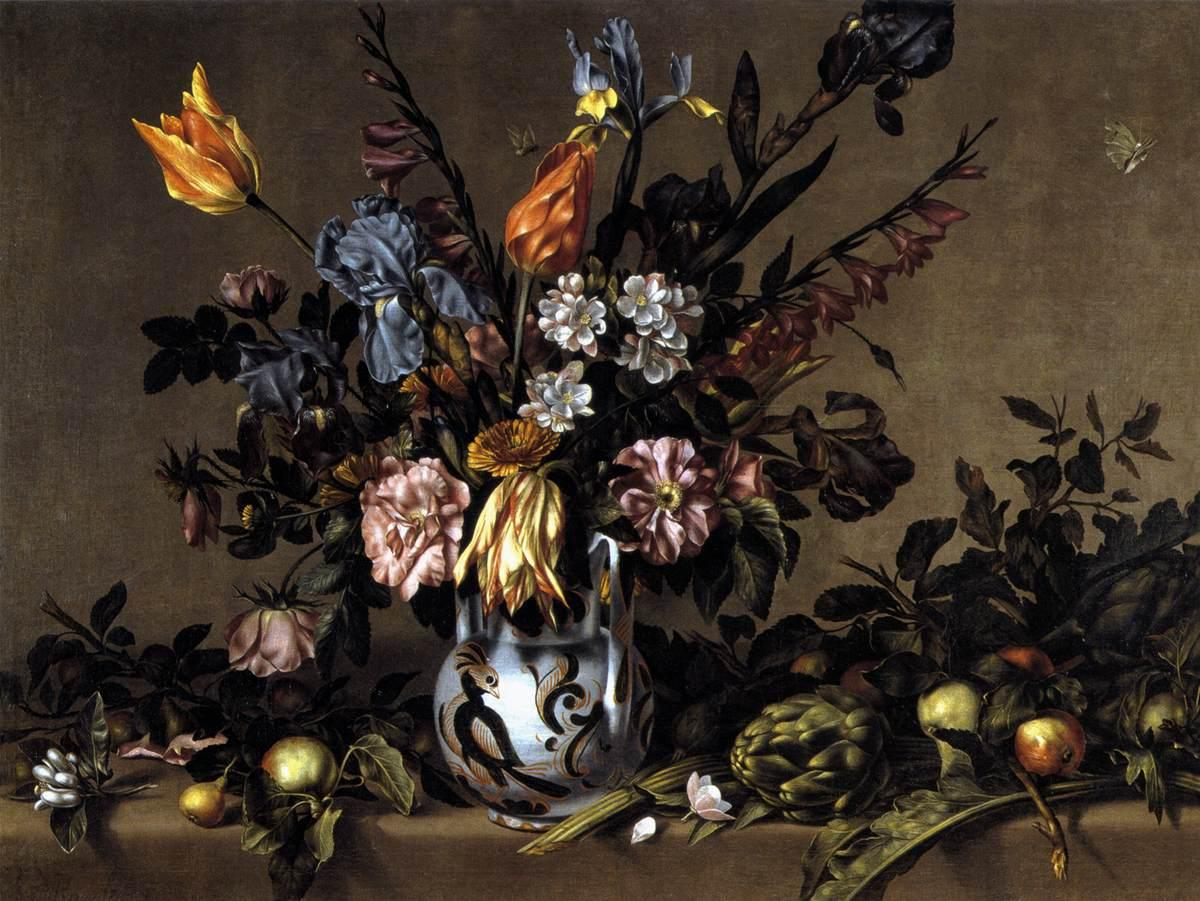
Antonio Ponce: Stillleben mit Artischocken, Früchten und einem Blumenstrauß in einer Vase aus Talavera, signiert, um 1650–60, Öl auf Leinwand, 108 × 167 cm, Privatsammlung

Antonio Ponce (* 1608 in Valladolid; † 12. oder 13. Dezember 1677 in Madrid) war ein spanischer Stilllebenmaler des Siglo de Oro.

## Leben
Er wurde 1608 in Valladolid geboren, als Sohn von Antonia de Villalobos und Francisco Ponce, einem Diener des Herzogs von Peñaranda. Seine Eltern gingen bereits kurze Zeit später nach Madrid, wo Antonio am 15. August 1609 in der Kirche San Juan getauft wurde und sein gesamtes weiteres Leben verbrachte.
Nach dem Tode seines Vaters begann Antonio Ponce am 16. Oktober 1624 eine dreijährige Lehre bei dem bekannten Maler Juan van der Hamen y León, dessen Nichte Francisca de Alfaro er am 10. Dezember 1628 heiratete; Francisca war eine Tochter von Juana de Herrera, einer Schwägerin von Van der Hamen. Das Paar hatte anscheinend keine Kinder.
Ponce war der einzige bekannte Schüler von Van der Hamen und wahrscheinlich auch sein Mitarbeiter. Er übernahm zunächst den Stil seines Lehrers und es wird sogar vermutet, dass er einige von dessen Bildern, besonders nach dessen frühem Tode im Jahr 1631, fertigstellte. Van der Hamen hatte einen bleibenden Einfluss auf den jungen Künstler.
Abgesehen von Stillleben malte Ponce, wie verschiedene andere Maler auch, Porträts der königlichen Familie für den freien Markt – ohne dass diese ihm Modell saßen – und er gehörte zu den kleineren Malern, deren Königsporträts im Oktober 1633 konfisziert und dem Urteil der beiden offiziellen Hofmaler Vicente Carducho und Velázquez unterzogen wurden, weil einige Mitglieder des Hofes bemerkt hatten, dass solche Porträts manchmal schlecht gemalt waren und nicht immer genügend Ähnlichkeit mit den Hoheiten besaßen; man weiß jedoch nicht, wie das Urteil über Ponces Porträts ausfiel.
1638 war er zusammen mit Francisco Barrera und anderen Malern an Dekorationen im königlichen Schloss von Buen Retiro beteiligt, ebenso wie an ephemeren Festdekorationen zu verschiedenen Gelegenheiten, wie für den Einzug der Königin Maria Anna von Österreich 1649.
Zu seinen erhaltenen signierten und datierten Gemälden gehört ein Bodegón mit Obstkorb und Granatäpfeln von 1642, in dem er sich bereits etwas vom Stil Van der Hamens entfernt hat. Am 14. Juli 1647, demselben Tag, als seine Mutter verstarb, signierte und datierte Ponce eine Blumengirlande mit Madonna und Kind. Eins seiner bekanntesten (aber nicht unbedingt besten) Bilder ist eine signierte Blumenvase im Musée des Beaux-Arts von Straßburg, die ein teilweise schwer lesbares Datum trägt, das mittlerweile als 1650 identifiziert wird.
Ponce wurde während seines ganzen Lebens auch als Kunstsachverständiger herangezogen, um den Wert von Gemälden zu schätzen, vor allem im Falle von Mitgiften oder testamentarischen Nachlässen. Er bewarb sich außerdem am 10. September 1642 um das Amt eines städtischen Inspektors für Maße und Gewichte, was man sich damit erklärt, dass ihm seine Arbeit als Maler nicht genügend Einkünfte einbrachte.
Bereits am 7. August 1657 machten der Maler und seine Frau ein Testament, obwohl sie sich guter Gesundheit erfreuten; sie wohnten zu der Zeit in der Calle de Hortaleza in Madrid.
Antonio Ponce starb in Madrid, sein Tod wurde im Sterberegister der Gemeinde von San Ginés am 13. Dezember 1677 registriert.

## Werk und Stil
Antonio Ponce ist vor allem als Maler von Früchte- und Blumenstillleben sowie von Girlandenbildern und Küchenstillleben bekannt. Jordan hat ihm auch zwei Bilder (Mayo und Setiembre) aus einer Serie von Monatsbildern zugeschrieben.

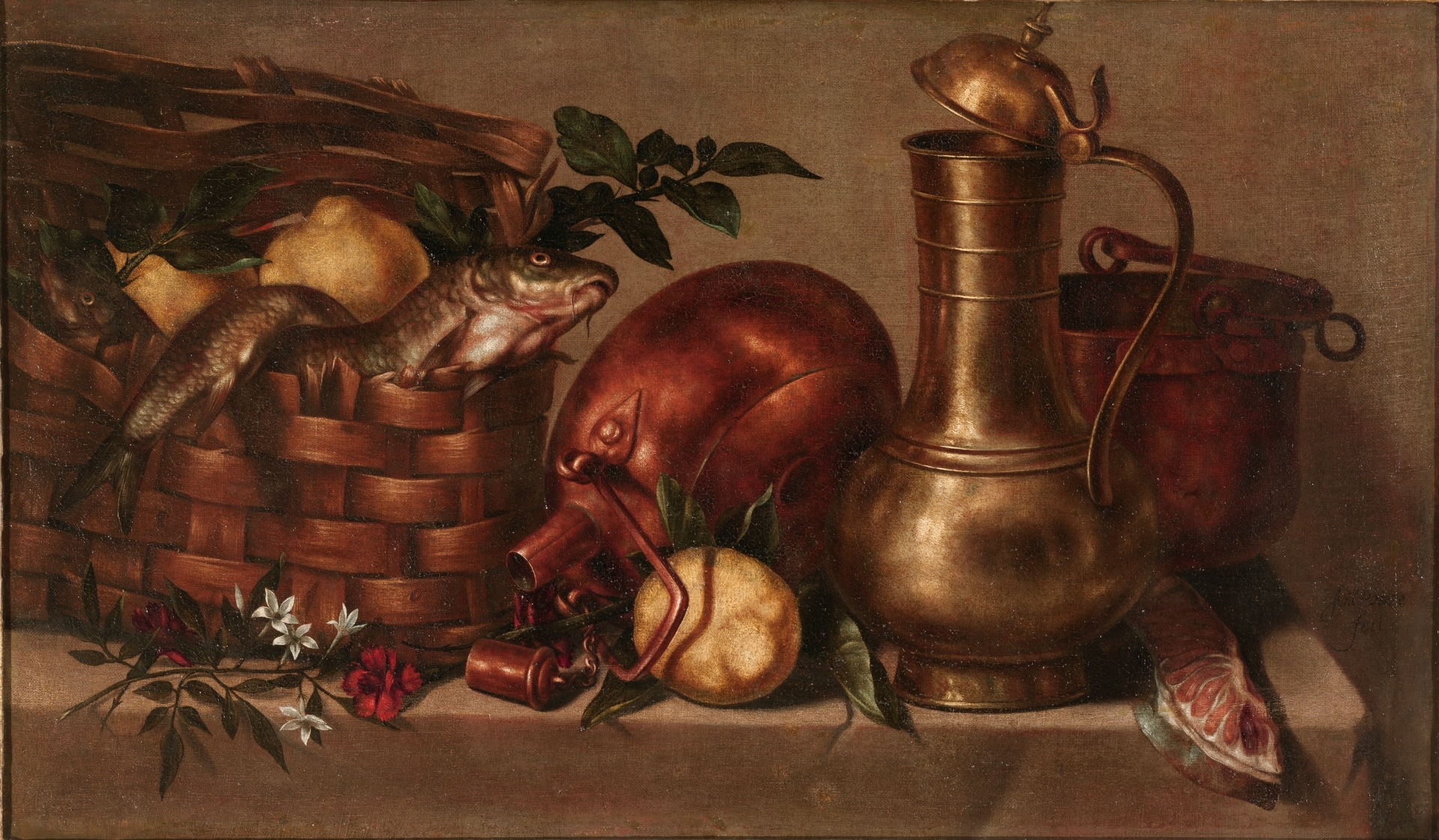
Küchenstillleben mit Fisch, Citrusfrüchten und Gefäßen aus Messing und Kupfer, Öl auf Leinwand, 55,5 × 94 cm, Prado, Madrid

Er war in seinen frühen Werken stark von der Stilllebenmalerei seines Meisters Juan van der Hamen beeinflusst, von dem er auch immer wieder einzelne Motive in seine eigenen Bilder übernahm. Später entfernte er sich jedoch von diesem Vorbild, indem er ab etwa 1640 die ursprünglich dunklen Hintergründe aufhellte, beispielsweise in dem obenerwähnten 1642 datierten Bodegón mit Obstkorb und Granatäpfeln. Auch die ursprüngliche Strenge der Kompositionen lockerte er auf, sie werden asymmetrischer, scheinbar ungeordneter und zeigen teilweise eine Betonung von Diagonalen. Damit nahm er offenbar spätere hochbarocke Entwicklungen vorweg oder gehörte zu deren Vorreitern in Spanien.
Ponces Stil gilt allgemein als etwas trocken, das Disegno ist klar und präzise und bei Blumen von einer gewissen „Härte“. Das Kolorit tendiert in seinen reiferen Werken zu einem warmen bräunlichen Grundton, in welchen Objekte wie Blumen in einer reichen chromatischen Palette eingebettet sind, mit weicher Lichtführung. Im Spätwerk verarbeitete er möglicherweise auch Impulse aus der neapolitanischen Stilllebenmalerei.
Als besonders gelungen gelten seine Bilder von Früchten, obwohl er seine Weintrauben eher stumpf malte, und nicht so glänzend und durchscheinend wie seine Zeitgenossen El Labrador oder Juan de Espinosa.
Zu seinen besten Werken zählen ein signiertes aber nicht datiertes Stillleben mit Artischocken, Früchten und einem Blumenstrauß in einer Vase aus Talavera (Abb. ganz oben), einige kompositorisch teilweise originelle kleinere Blumenvasen und einige feine und farblich sublim abgestufte Girlandenbilder, darunter eine Blumengirlande mit Himmelfahrt Mariä von 1654 im Prado in Madrid. Dabei ist nicht bekannt, wer das religiöse mittlere Motiv malte, aber da die Girlande im Prado nur die Signatur von Ponce trägt, wird spekuliert, dass er auch die Figuren selber gemalt haben könnte, ähnlich wie vor ihm Juan van der Hamen und später Bartolomé Pérez.